# South Hutchinson
South Hutchinson is een plaats (city) in de Amerikaanse staat Kansas, en valt bestuurlijk gezien onder Reno County.

## Demografie
Bij de volkstelling in 2000 werd het aantal inwoners vastgesteld op 2539.
In 2006 is het aantal inwoners door het United States Census Bureau geschat op 2486, een daling van 53 (-2.1%).

## Geografie
Volgens het United States Census Bureau beslaat de plaats een oppervlakte van
7,3 km², waarvan 7,2 km² land en 0,1 km² water.

## Plaatsen in de nabije omgeving
De onderstaande figuur toont nabijgelegen plaatsen in een straal van 20 km rond South Hutchinson.